# Maxime-Olivier Moutier
Pour les articles homonymes, voir Moutier (homonymie).
Maxime Olivier Moutier (né en 1971 à Montréal) est un écrivain et psychanalyste québécois,. 

## Biographie
Maxime Olivier Moutier étudie la psychologie, la philosophie, la littérature et la théologie pastorale à l'Université de Montréal et à l'Université de Sherbrooke. Il obtient un baccalauréat en lettres de l'Université de Sherbrooke en 1996.
En 1995, après une rupture amoureuse et une tentative de suicide, il est interné à l'hôpital Saint-Vincent-de-Paul de Sherbrooke. Il y écrit une grande partie de Marie-Hélène au mois de mars, qu'il publie en 1998,.
En parallèle à l'écriture, il est psychanalyste et travaille dans le domaine de la santé mentale dans un centre de crise. Il est aussi père de famille.
Après plusieurs années sans publier, il fait paraître en 2006 Les Trois Modes de conservation des viandes, qui marque le début d'un nouveau cycle d'écriture pour l'auteur, dans lequel apparaît une «poésie du domestique».
En 2011, il publie La Gestion des produits - Tome 1 : La Crise, un essai inspiré de son travail en centre de crise où il se penche sur la détresse contemporaine.
Inspiré de son propre retour aux études en histoire de l'art à l'UQAM, Moutier publie en 2015 un roman d'autofiction intitulé Journal d’un étudiant en histoire de l’art.
La publication du livre L'inextinguible en 2018, présenté comme un entretien, va susciter de fortes réactions. L'ouvrage est qualifié de «ratage général» et de «comédie tristement insignifiante»; l'entretien «est si déplacé et inattendu qu’on se demande s’il ne s’agit pas de fiction». Une autre critique suggère  qu'il s'agit d'un «canular littéraire», puisque le livre joue sur la frontière entre la réalité et la fiction, tout en soulignant qu'au premier degré, les propos s'avèrent repoussants.
En 2021, l'auteur défraie la chronique après la publication sur sa page Facebook d'une dénonciation de la censure qu'il affirme subir de la part de sa maison d'édition,. La maison d'édition XYZ affirme qu'il s'agit plutôt d'un désaccord lié au processus éditorial,.

## Œuvre

### Romans
- Marie-Hélène au mois de mars, Montréal, Éditions Triptyque, 1998, 162 p.  (ISBN 978-2-89031-309-5)
- Les lettres à mademoiselle Brochu : éléments pour une nouvelle esthétique de la crise amoureuse, Montréal, Éditions de l'Effet pourpre (réédité aux Éditions Marchand de feuilles en 2007), 1999, 190 p.  (ISBN 978-2-92266-002-9)
- Les Trois Modes de conservation des viandes, Montréal, Éditions Marchand de feuilles, 2006, 361 p.  (ISBN 978-2-92294-425-9)
- La Gestion des produits - Tome 1: La crise, Montréal, Éditions Marchand de feuilles, 2011.  (ISBN 978-2-92389-604-5)
- Rita tout court, Montréal, Éditions Marchand de feuilles, 2013, 97 p. 9782 923896205  (ISBN 978-2-92389-620-5)
- Scellé plombé, Montréal, Éditions Marchand de feuilles,2013, 139 p.  (ISBN 978-2-92389-624-3)
- Journal d'un étudiant en histoire de l'art, Montréal, Éditions Marchand de feuilles, 2015, 457 p.  (ISBN 978-2-92389-648-9)
- Roman familial, Montréal, Québec Amérique, 2018, 165 p.  (ISBN 978-2-76443-654-7)

### Théâtre
- Les lettres à mademoiselle Brochu : éléments pour une nouvelle esthétique de la crise amoureuse, Montréal, Éditions Marchand de feuilles, 2013, 97 p.  (ISBN 978-2-92389-620-5)

### Récits
- Potence machine, Montréal, Éditions Triptyque, 1996, 109 p.  (ISBN 978-2-89031-236-4)
- Risible et noir, Montréal, Éditions Triptyque, 1997, 137 p.  (ISBN 978-2-89031-285-2)

### Essais
- Pour une éthique urbaine, Montréal, Éditions de l'Effet pourpre, 2002, 190 p.  (ISBN 978-2-92266-012-8)

### Ouvrages collectifs
- Benoît Lacroix, Gilles Marcotte et Maxime-Olivier Moutier, L'Oratoire et le frère André : regards d'écrivains, Montréal, Médiaspaul, 2010, 55 p.  (ISBN 978-2-89420-841-0)
- Frank Desgagnés (photographe), Sylvain Campeau et Maxime-Olivier Moutier, Cowgirls, Mont-Saint-Hilaire, Les Éditions Cayenne, 2013, 48 p.  (ISBN 978-2-92398-003-4)

### Entretiens
- L'inextinguible : entretiens avec Paula Singer, Québec, Les Éditions du Septentrion, 2018, 340 p.  (ISBN 978-2-89448-920-8)